# زاندبایندورف
زاندبایندورف (به آلمانی: Sandbeiendorf) یک منطقهٔ مسکونی در آلمان است که در بورگشتال (زاکسونی)-آنهالت واقع شده‌است. زاندبایندورف ۲۸۰ نفر جمعیت دارد.